# Європейський акт про свободу медіа
Європе́йський акт про свобо́ду ме́діа (ЄАСМ; англ. European Media Freedom Act, EMFA) — нормативно-правовий акт Європейського Союзу прийнятий Європейським парламентом 11 квітня 2024 року для захисту журналістів і медіа. Новий набір правил покликаний захистити журналістів, зокрема, від політичного та економічного впливу. Положення зобов'язують держави-члени захищати незалежність мас-медіа та забороняти будь-яке втручання. Також буде створено нову Європейську раду медіа-послуг.

## Передумови
Регламент № 2024/1083 Європейського парламенту та Ради був прийнятий 464 голосами проти 92 при 65 утрималися. Регламент також засновує Європейську раду медіа-послуг і замінює Європейську групу регулювання авдіовізуальних медіа-послуг (ERGA). Більшість членів Європейського парламенту розглядає цей регламент як захід для запобігання спробам консервативних або правих урядів обмежити свободу преси.
Федеральна асоціація цифрових видавців і видавців газет і Медіа-асоціація вільної преси висловили критику. Асоціації в Берліні заявили, що акт порушує принципи свободи преси в кількох аспектах.

## Зміст
На початку регламенту є 78 (незвичайно велика кількість) дуже детальних пунктів, які передують фактичному регламенту та не містять жодних нормативів, а радше більш-менш конкретні описи ситуації в медіа-секторі держав ЄС та загальнополітичні цілі.
Нові правила забороняють владі будь-яким чином тиснути на журналістів і редакторів, щоб вони розкрили свої джерела. Держави-члени зобов’язуються не погрожувати санкціями, здійснювати моніторинг або розслідування офісів або встановлювати програмне забезпечення для стеження. Використання шпигунського програмного забезпечення можливе лише за попередньою згодою судового органу, який розслідує серйозні злочини.
Водночас запроваджується механізми проти свавільного обмеження свободи преси дуже великими онлайн-платформами (див. Акт про цифрові послуги). Акт також вимагає від мас-медіа розкривати інформацію про власність.
Регламент також містить привілеї для громадських мас-медіа. У пункті 27 підкреслюється, що вони «відіграють особливу роль» у «забезпеченні громадянам і підприємствам доступу до різноманітного спектру контенту, включаючи високоякісну інформацію та неупереджене та збалансоване висвітлення в мас-медіа». Провайдери суспільних медіа-послуг «сприяють просуванню медіа-плюралізму» та, серед іншого, пропонують «альтернативні точки зору» (п. 29 Регламенту). Держави-члени не зобов’язані створювати суспільні мас-медіа. Однак у статті 5(3) зазначено, що вони повинні мати «адекватні, стійкі та передбачувані фінансові ресурси» для забезпечення своєї місії та подальшого розвитку.